# Хутряні гроші
Хутряні гроші — один із різновидів товаро-грошей, замінників карбованої монети на ринку в разі нестачі останньої. Східні автори 10 — поч. 13 ст. (Ібн Русте, Ібн Фадлан, ал-Гарнаті та ін.) засвідчують використання шкурок куниць та білок русами як засобу купівлі-продажу. Однак не слід вважати хутряні гроші універсальним і єдиним для всієї Русі еквівалентом вартості, хоча б тому, що в процесі побутування на ринку шкурки витирались і втрачали товарний вигляд, відповідно й вартість.
Там, де хутро добували, в умовах феодального суспільства з різкими змінами в обігу і періодичними нестачами монетного срібла, воно могло правити за платіжний засіб на початку свого шляху від виробника до споживача. Паралельно з Х.г. могли побутувати інші товарогроші: мушлі-каурі, намистини, шиферні пряслиця тощо.